# Дорожные знаки Австрии
Дорожные знаки в Австрии регулируются Законом о дорожном движении 1960 года (нем. Straßenverkehrsordnung) (StVO 1960) в IV разделе «контроль и безопасность дорожного движения» часть «D. Знаки дорожного движения» (нем. Straßenverkehrszeichen) параграфы с 48 по 54.
Дорожные знаки в Австрии обычно размещаются с правой стороны рядом с дорогой или над дорогой. Иногда знаки располагаются по обеим сторонам дороги (на магистралях), а в некоторых исключительных знаки располагаются только слева или только с одной стороны (это относится к городским знакам) (п.2 § 48). 

## Знаки опасности (§ 50)
Знаки предупреждающие о соответствующей опасности устанавливаются на автомагистралях от 250 м до 400 м до начала его действия, на других дорогах от 150 м до 250 м,при этом для улучшения безопасности дорожного движения могут быть установлены и на другом расстоянии (п. 2, 3 § 49). Указатели зон повышенной опасности, как наклон, занос, камнепад и пр. дополняются информацией о длине опасной зоны, а в случае большой протяженности данной зоны знак повторяется если это требуется для безопасности дорожного движения(п. 4 § 49).
Знаки «крутой спуск» и «крутой подъём» указывают уклон в процентах, при этом проценты должны указывать чему равна самая крутая часть дороги (п. 7a, 7b § 50). Знак «скользкая дорога» может сопровождаться дополнительной панелью указывающей причины скольжения (п. 10 § 50).
| Неровная дорога QUERRINNE или AUFWÖLBUNG.                             | Правый поворот (опасный поворот направо)                                | Левый поворот (опасный поворот налево)                           | Опасные повороты начиная справа                                                                                    | Опасные повороты начиная слева                                             | Перекрёсток (KREUZUNG)                                              |
| Пересечение с кольцевым движением KREUZUNG MIT KREISVERKEHR           | Пересечение со второстепенной дорогой KREUZUNG MIT STRASSE OHNE VORRANG | Железнодорожный переезд со шлагбаумом BAHNÜBERGANG MIT SCHRANKEN | Железнодорожный переезд без шлагбаума BAHNÜBERGANG OHNE SCHRANKEN                                                  | Маяк (BAKEN)                                                               | Маяк (BAKEN)                                                        |
| Маяк (BAKEN)                                                          | Маяк (BAKEN)                                                            | Маяк (BAKEN)                                                     | Маяк (BAKEN) | Крест святого Андрея ANDREASKREUZ                                          | Двойной крест святого Андрея Andreaskreuz als Doppeltafel           |
| Крест святого Андрея ANDREASKREUZ                                     | Двойной крест святого Андрея Andreaskreuz doppelt                       | Крутой спуск GEFÄHRLICHES GEFÄLLE                                | Крутой подъём (STARKE STEIGUNG)                                                                                    | Сужение проезжей части дороги с двух сторон Fahrbahnverengung (beidseitig) | Сужение проезжей части дороги слева Fahrbahnverengung (linksseitig) |
| Сужение проезжей части дороги справа Fahrbahnverengung (rechtsseitig) | Дорожные работы BAUSTELLE                                               | Скользкая дорога SCHLEUDERGEFAHR                                 | Боковой ветер SEITENWIND                                                                                           | Падение камней STEINSCHLAG                                                 | Низколетящие самолёты FLUGBETRIEB                                   |
| Пешеходный переход (§ 2 Abs. 1 Z 12) FUSSGÄNGERÜBERGANG               | Пересечение с велосипедной дорожкой RADFAHRERÜBERFAHRT                  | Дети KINDER                                                      | Дети указатель KINDER                                                                                              | Школа указатель Schule                                                     | Детский сад указатель Kindergarten                                  |
| Перегон скота ACHTUNG TIERE                                           | Дикие животные ACHTUNG WILDWECHSEL                                      | Двустороннее движение ACHTUNG GEGENVERKEHR                       | Предупреждение о возможной встрече автомобиля, двигающегося против движения (de:Falschfahrer) ACHTUNG FALSCHFAHRER | Светофорное регулирование VORANKÜNDIGUNG EINES LICHTZEICHENS               | Прочие опасности ANDERE GEFAHREN                                    |

## Регулирующие знаки
Знаки «обгон запрещён», «обгон грузовыми автомобилями запрещен» располагаются на обеих сторонах дороги (п. 4а § 52). Ограничения скорости указываются на знаках в километрах в час (10а ч.«а» § 52). Указание веса на таких знаках, как «Движение автобусов запрещено», «движение автомобилей с прицепом запрещено» и пр. означает, что запрет распространяется только если разрешенная максимальная масса прицепа/автобуса/автомобиля и пр. превышает указанные в знаке. Указание длины означает, что запрет распространяется только если длина прицепа/автобуса/ автомобиля превышает указанную в знаке (6d, 7а, 7b ч.«а» § 52). Знаки запрета движения на велосипеде и мотоцикле не распространяются на толкание этих видов транспортных средств в зоне действия знака(8а, 8b, 8c ч.«а» § 52).
Знак «стоянка запрещена» имеет дополнительные панели «ANFANG» и «ENDE» указывающие на начало и конец участка дороги действия знака. Сам запрет относится к той стороне дороги, на которой установлен. Дополнительные панели под знаком могут указывать на определенные часы, дни запрета стоянки, а также стрелки по ходу участка дороги на котором действует запрет (13а ч.«а» § 52). Знак «остановка запрещена» может иметь панели с дополнительной информацией, например, «AUSGENOMMEN ZUSTELLDIENSTE» — запрет не распространяется на быструю погрузку или разгрузку небольшого количества товаров в данной зоне.
Знак «уступите дорогу» устанавливается на пересечении с главной дорогой или дорогой с интенсивным движением, если при этом не требуется знак «STOP» («HALT»)(23 ч.«b» § 52).

### Запрещающие или ограничивающие знаки (ч. «а» § 52)
| Запрет движения в обоих направлениях FAHRVERBOT (IN BEIDEN RICHTUNGEN)                           | Въезд запрещён EINFAHRT VERBOTEN                                                                                 | Поворот налево запрещён EINBIEGEN NACH LINKS VERBOTEN                                               | Поворот направо запрещён EINBIEGEN NACH RECHTS VERBOTEN                                  | Разворот запрещён UMKEHREN VERBOTEN                                                                                          | Обгон запрещён ÜBERHOLEN VERBOTEN                                                              |
| Конец зоны запрещения обгона ENDE DES ÜBERHOLVERBOTES                                            | Обгон грузовыми автомобилями запрещен ÜBERHOLEN FÜR LASTKRAFTFAHRZEUGE VERBOTEN                                  | Конец зоны запрещения обгона грузовыми автомобилями ENDE DES ÜBERHOLVERBOTES FÜR LASTKRAFTFAHRZEUGE | Преимущество встречного движения WARTEPFLICHT BEI GEGENVERKEHR                           | Движение транспортных средств, кроме мотоциклов, запрещено FAHRVERBOT FÜR ALLE KRAFTFAHRZEUGE AUSSER EINSPURIGEN MOTORRÄDERN | Движение мотоциклов запрещено FAHRVERBOT FÜR MOTORRÄDER                                        |
| Движение механических транспортных средств запрещено FAHRVERBOT FÜR ALLE KRAFTFAHRZEUGE          | Движение автомобилей с прицепом запрещено FAHRVERBOT FÜR KRAFTFAHRZEUGE MIT ANHÄNGER                             | Движение грузовых автомобилей запрещено FAHRVERBOT FÜR LASTKRAFTFAHRZEUGE                           | Движение грузовых автомобилей запрещено FAHRVERBOT FÜR LASTKRAFTFAHRZEUGE                | Ограничение длины | Запрет движения грузовых автомобилей с прицепом FAHRVERBOT FÜR LASTKRAFTFAHRZEUGE MIT ANHÄNGER |
| Запрет движения для повозок управляемых лошадьми FAHRVERBOT FÜR FUHRWERKE                        | Движение транспортных средств с опасными грузами запрещено FAHRVERBOT FÜR KRAFTFAHRZEUGE MIT GEFÄHRLICHEN GÜTERN | Запрет движения для автобусов FAHRVERBOT FÜR OMNIBUSSE                                              | Запрет движения для мотоциклов и велосипедов FAHRVERBOT FÜR FAHRRÄDER UND MOTORFAHRRÄDER | Запрет движения на мотоцикле FAHRVERBOT FÜR MOTORFAHRRÄDER                                                                   | Запрет движения на велосипеде FAHRVERBOT FÜR FAHRRÄDER                                         |
| Ограничение ширины FAHRVERBOT FÜR ÜBER m BREITE FAHRZEUGE                                        | Ограничение высоты FAHRVERBOT FÜR ÜBER m HOHE FAHRZEUGE                                                          | Ограничение веса FAHRVERBOT FÜR FAHRZEUGE MIT ÜBER t GESAMTGEWICHT                                  | Максимальная нагрузка на ось FAHRVERBOT FÜR ALLE FAHRZEUGE MIT ÜBER … t ACHSLAST         | Ограничение максимальной скорости GESCHWINDIGKEITSBESCHRÄNKUNG (ERLAUBTE HÖCHSTGESCHWINDIGKEIT)                              | Конец ограничения максимальной скорости ENDE DER GESCHWINDIGKEITSBESCHRÄNKUNG                  |
| Конец зоны всех ограничений (запретов) ENDE VON ÜBERHOLVERBOTEN UND GESCHWINDIGKEITSBEGRENZUNGEN | Зона с ограничением максимальной скорости ZONENBESCHRÄNKUNG                                                      | Конец зоны с ограничением максимальной скорости ENDE EINER ZONENBESCHRÄNKUNG                        | Знак остановки с целью таможенного контроля HALT ZOLL                                    | Стоянка запрещена PARKEN VERBOTEN                                                                                            | Остановка запрещена HALTEN UND PARKEN VERBOTEN                                                 |
| Стоянка по нечётным дням запрещена WECHSELSEITIGES PARKVERBOT                                    | Стоянка по чётным дням запрещена WECHSELSEITIGES PARKVERBOT                                                      | Начало зоны кратковременной стоянки KURZPARKZONE                                                    | Конец зоны кратковременной стоянки ENDE DER KURZPARKZONE                                 | Подача звукового сигнала запрещена HUPVERBOT                                                                                 | Езда верхом запрещена REITVERBOT                                                               |
| Движение пешеходов запрещено VERBOT FÜR FUSSGÄNGER                                               | | |                                                                                          | |                                                                                                |

### Обязательные знаки (ч. «b» § 52)
| Предписание направления. Левый поворот VORGESCHRIEBENE FAHRTRICHTUNG | Предписание направления. Правый поворот VORGESCHRIEBENE FAHRTRICHTUNG | Предписание направления. Прямо VORGESCHRIEBENE FAHRTRICHTUNG | Движение налево                                                         | Движение направо | Движение прямо и налево                            |
| Движение прямо и направо                                             | Движение налево и направо                                             | Объезд препятствия слева                                     | Объезд препятствия справа                                               | Предписание направление для автомобилей с опасным грузом VORGESCHRIEBENE FAHRTRICHTUNG FÜR KRAFTFAHRZEUGE MIT GEFÄHRLICHEN GÜTERN | Велосипедная дорожка RADWEG                        |
| Конец велосипедной дорожки                                           | Пешеходная дорожка GEHWEG                                             | Дорожка для движения пешеходов и велосипедов GEH- UND RADWEG | Движение пешеходов по правой стороне дорожки, велосипедов по левой      | Конец дорожки для движения пешеходов и велосипедов                                                                                | Конец дорожки для движения пешеходов и велосипедов |
| Дорожка для верховой езды REITWEG                                    | Конец дорожки для верховой езды                                       | Подземный пешеходный переход UNTERFÜHRUNG                    | Ограничение минимальной скорости VORGESCHRIEBENE MINDESTGESCHWINDIGKEIT | Конец ограничения минимальной скорости                                                                                            | Разворот UMKEHRGEBOT                               |
| Цепи противоскольжения обязательны SCHNEEKETTEN VORGESCHRIEBEN       | Конец зоны обязательных цепей противоскольжения                       |                                                              |                                                                         | |                                                    |

### Знаки указания приоритета (ч. «c» § 52)
| Уступите дорогу VORRANG GEBEN | Движение без остановки запрещено HALT | Главная дорога VORRANGSTRASSE | Конец главной дороги ENDE DER VORRANGSTRASSE |

## Информационные знаки (§ 53)
| Место стоянки PARKEN | Направление движения на место стоянки ZUM PARKPLATZ | Больница SPITAL | Пешеходный переход KENNZEICHNUNG EINES SCHUTZWEGES                                                                         | Велосипедная дорожка KENNZEICHNUNG EINER RADFAHRERÜBERFAHRT                                                  | Пешеходный переход и велосипедная дорожка KENNZEICHNUNG EINES SCHUTZWEGS UND EINER RADFAHRERÜBERFAHRT                          |
| Пешеходный переход и велосипедная дорожка KENNZEICHNUNG EINES SCHUTZWEGS UND EINER RADFAHRERÜBERFAHRT                         | Первая помощь ERSTE HILFE | Церковные службы GOTTESDIENSTE                                                                                                | Техническое обслуживание автомобилей PANNENHILFE                                                                           | Зона приёма радиостанции, передающей информацию о дорожном движении VERKEHRSFUNK                             | Телефон TELEFON |
| Автозаправочная станция TANKSTELLE                                                                                            | Такси | Одностороннее движение ENDE DES GEGENVERKEHRS                                                                                 | Проезжая часть с двусторонним движением WARTEPFLICHT FÜR GEGENVERKEHR                                                      | Автомагистраль AUTOBAHN                                                                                      | Конец автомагистрали ENDE DER AUTOBAHN                                                                                         |
| Дорога для автомобилей AUTOSTRASSE                                                                                            | Конец дороги для автомобилей ENDE DER AUTOSTRASSE | Пешеходная зона FUSSGÄNGERZONE                                                                                                | Конец пешеходной зоны ENDE EINER FUSSGÄNGERZONE                                                                            | Жилая зона WOHNSTRASSE                                                                                       | Конец жилой зоны ENDE EINER WOHNSTRASSE                                                                                        |
| Указатель на дорогу с односторонним движением EINBAHNSTRASSE                                                                  | Указатель на какой сигнал светофора, красный или желтый, трамваи будут двигаться в соответствующем направлении STRASSENBAHN BIEGT BEI GELB ODER ROT EIN | Тупик SACKGASSE | Указатель о том, что уличные фонари работают не всю ночь LATERNEN, DIE NICHT DIE GANZE NACHT ÜBER LEUCHTEN                 | Указатель направления VORWEGWEISER                                                                           | Указатель направления VORWEGWEISER                                                                                             |
| Указатель расстояния до населённых пунктов WEGWEISER                                                                          | Указатель расстояния до населённых пунктов WEGWEISER | Указатель зон действия иных транспортных средств (канатная дорога, подъёмник) WEGWEISER ZU ANDEREN VERKEHRSEINRICHTUNGEN      | Указатель направления в населенный пункт WEGWEISER ZU LOKAL- ODER BEREICHSZIELEN                                           | Указатель области слияния автомагистрали и дороги для автомобилей VORWEGWEISER ZUR AUTOBAHN ODER AUTOSTRASSE | Указатель дальнейшего движения автомагистрали или дороги для автомобилей через 1000 м VORWEGWEISER - AUTOBAHN ODER AUTOSTRASSE |
| Указатель дальнейшего движения автомагистрали или дороги для автомобилей через 700 м VORWEGWEISER - AUTOBAHN ODER AUTOSTRASSE | Указатель дальнейшего движения автомагистрали или дороги для автомобилей через 500 м VORWEGWEISER - AUTOBAHN ODER AUTOSTRASSE                           | Указатель дальнейшего движения автомагистрали или дороги для автомобилей через 400 м VORWEGWEISER - AUTOBAHN ODER AUTOSTRASSE | Указатели направления на выезд на автомагистраль или дорогу для автомобилей AUSFAHRTSWEGWEISER - AUTOBAHN ODER AUTOSTRASSE | Предварительный указатель направлений ORIENTIERUNGSTAFEL - AUTOBAHN ODER AUTOSTRASSE                         | Объезд VORANKÜNDIGUNG EINER UMLEITUNG                                                                                          |
| Знаки указывающие на объезд UMLEITUNG                                                                                         | Знаки указывающие на объезд UMLEITUNG | Знаки указывающие на объезд UMLEITUNG                                                                                         | Изменение направления дороги WECHSEL DER RICHTUNGSFAHRBAHN                                                                 | Изменение направления дороги WECHSEL DER RICHTUNGSFAHRBAHN                                                   | Начало населенного пункта ORTSTAFEL                                                                                            |
| Конец населённого пункта ORTSENDE                                                                                             | Международный номер маршрута INTERNATIONALER HAUPTVERKEHRSWEG                                                                                           | Дорога с приоритетом STRASSE MIT VORRANG                                                                                      | Дорога без приоритета STRASSE OHNE VORRANG                                                                                 | Общие ограничения максимальной скорости ALLGEMEINE GESCHWINDIGKEITSBESCHRÄNKUNG                              | Направления движения по полосам VORANZEIGER FÜR EINORDNEN                                                                      |
| Схема движения VORANZEIGER FÜR EINBIEGEN                                                                                      | Схема движения VORANZEIGER FÜR EINBIEGEN | Схема изменения движения по полосам VORANZEIGER FÜR FAHRSTREIFENVERLAUF                                                       | Схема изменения движения по полосам VORANZEIGER FÜR                                                                        | Схема сокращения полосы движения FAHRSTREIFENVERMINDERUNG                                                    | Дорога для автобусов STRASSE FÜR OMNIBUSSE                                                                                     |
| Полоса для движения автобусов FAHRSTREIFEN FÜR OMNIBUSSE                                                                      | | | | | |